# Francis Ford Coppola
Francis Ford Coppola (Detroit, Míchigan, 7 de abril de 1939) es un guionista, productor y director de cine estadounidense. Es una de las figuras más destacadas del Nuevo Hollywood que tuvo lugar en la década de 1970, junto a cineastas como Martin Scorsese, Steven Spielberg, Brian de Palma o George Lucas.
Ha sido ganador de cinco premios Óscar, tres de ellos como guionista (por Patton, El padrino y El padrino II), uno como director (por El padrino II) y uno como productor (también por El padrino II), siendo el segundo cineasta que ha recibido tres estatuillas por una misma película, tras Billy Wilder, y el primero en ganarlo por una secuela. Asimismo, ha ganado dos Palmas de Oro de Cannes, por La conversación y Apocalypse Now, siendo uno de los pocos cineastas que ha ganado en dos ocasiones el máximo premio del festival de cine más importante del mundo. Fue también ganador de la Concha de Oro del Festival de San Sebastián por Llueve sobre mi corazón, entre otros muchos premios internacionales.
Su trilogía de El padrino, basada en la novela homónima de Mario Puzo realizada en los años 1972, 1974 y 1990, es frecuentemente considerada una de las más importantes de la historia del cine. Otra realización del cineasta, Apocalypse Now, basada en El corazón de las tinieblas, de Joseph Conrad, y que pudo haber sido la primera película filmada por Orson Welles, ha sido apreciada en numerosas ocasiones. Posteriores obras suyas se toparon con la incomprensión de los espectadores y de la crítica, y acabarían hundiendo la productora que había fundado, American Zoetrope. Con El Padrino III pudo pagar sus cuantiosas deudas y con Drácula, de Bram Stoker, la polémica y enésima versión del mito vampiríco, recuperó el favor del gran público.

## Infancia y juventud
Nació el 7 de abril de 1939 en el hospital Henry  Ford de Detroit, en el estado norteamericano de Míchigan. Tanto su padre, Carmine Coppola, músico, como su madre, Italia Pennino, actriz retirada, eran descendientes de emigrantes italianos. De su abuelo materno, Francesco Pennino, proviene la primera parte de su primer nombre de pila, Francis; la segunda, Ford, es un homenaje al programa de radio Ford Sunday Evening Hour, patrocinado por el fabricante de automóviles Ford Motor Company y en el que Carmine era director musical adjunto y arreglista; luego llegó a primer flautista en la Orquesta Sinfónica de Detroit y en la Orquesta Sinfónica de la NBC, dirigida por Arturo Toscanini Los seis hermanos de Carmine (tíos, por tanto, de Francis) también mostraron grandes dotes para la música. Especialmente influyente para el chico fue el tío Anton, por aquel entonces director de la orquesta del Radio City Music Hall, que llevaba al niño a ver no solo su forma de dirigir sino también las actuaciones de las Rockettes.
Seis años después de Francis Ford vino al mundo Talia Rose, que luego adquiriría fama como actriz de cine con el nombre artístico de Talia Shire. Su entorno familiar inmediato también está estrechamente ligado al cine, desde sus propios hijos Roman y Sofia hasta sus sobrinos Nicolas Cage, hijo de su hermano August, y Jason Schwartzman, hijo de su hermana Talia.
Estaba cursando la educación primaria en la New York City School cuando, a la edad de nueve años, cayó gravemente enfermo a causa de una poliomielitis. La enfermedad, que en la época solía acarrear la muerte o dejar graves secuelas, le tuvo postrado en cama cerca de un año, con las extremidades del lado izquierdo y la espalda paralizadas. Durante ese tiempo, y dado que no podía recibir visitas para evitar el contagio, su única distracción fueron las marionetas y, sobre todo, una grabadora y un proyector de 16 mm que le había regalado su abuelo Francesco.
En 1957, decidido a convertirse en artista, ingresó a la Universidad Hofstra con 18 años y se inscribió en la carrera de Artes Dramáticas, donde llamó la atención por un montaje que realizó de la obra Un tranvía llamado Deseo (A Streetcar Named Desire, de Tennessee Williams). Allí conoció a varios colaboradores, entre ellos Ronald Colby y Robert Spiotta, quienes ayudarían años después en la producción de El padrino, y también a los actores James Caan y Lainie Kazan, con quienes entablaría amistades duraderas. En 1960 obtuvo el título de Artes Teatrales y ese mismo año se graduó de la Universidad de California en Los Ángeles (UCLA), cuyo plan de estudios no le agradó, pero le facilitó sus primeros contactos en la industria, en la que pensó hacer fortuna y gloria.

## Carrera cinematográfica

### Años 1960
A principios de la década de los sesenta empezó a hacer películas, aunque lo primero que hizo fueron nudies (películas eróticas) de bajo presupuesto, pero esto no le importó. En este período completó los filmes Tonight for Sure y The Bellboy and the Playgirls, mediometrajes con desnudos y en los que demostró escaso interés. En 1962 conoció a Roger Corman, quien vio en Coppola a un joven talentoso con potencial para ser instruido en el medio cinematográfico, y seguidamente establecieron una relación profesional en la cual él se convirtió prácticamente en su asistente personal.
Dementia 13
Su primera película acreditada fue Dementia 13, un largometraje de terror de bajo presupuesto hecho para Corman en 1963 y rodado en el transcurso de nueve días en Irlanda. Pero ese mismo año ya había participado en la realización, sin aparecer en los créditos, de otro filme para el mismo director y productor, denominado The Terror. Se sabe que Coppola montaba y colaboraba en muchos filmes de su mentor Corman mientras estudiaba en la universidad. No obstante, a Corman no le agradó el resultado final de la película y contrató a otro equipo dirigido por Jack Hill para que finalizase el rodaje, rompiendo definitivamente su relación con Coppola.
You're a Big Boy Now
No fue hasta 1966 cuando Coppola dirigiría su primer título destacable, You're a Big Boy Now, entre otras cosas porque por primera vez incluía en él temas e inquietudes que le eran propios, tales como la búsqueda de independencia vital y el retrato de la juventud como uno de los tesoros malgastados de la sociedad. Filmado como su proyecto de fin de carrera, obtuvo por él una matrícula de honor. Parcialmente autobiográfico, de irrisorio presupuesto, hoy en día es un filme muy desconocido y pendiente de revisión por el gran público.
El valle del arco iris
A Coppola le ofrecieron dirigir un filme basado en la obra musical de Broadway El valle del arco iris, protagonizada por Petula Clark (en su primer filme americano) y el veterano Fred Astaire, y producida por Jack Warner, quien quedó desconcertado al ver el aspecto hippie de Coppola en aquella época. Adecuando material obsoleto a una época donde los musicales no eran populares, Coppola logró hacer de El valle del arco iris un filme meritorio y su trabajo con Petula Clark contribuyó a que la actriz fuera elegida por primera vez como candidata para el Globo de Oro como mejor actriz. Hoy día es una película olvidada, incluso por su autor, y en su momento fue acogida con indiferencia.
The Rain People
Después de este encargo, Coppola decidió regresar con otro filme personal en el que poder demostrar que además de ser un buen director de estudio, con la capacidad de aceptar proyectos ajenos, era al mismo tiempo un autor con muchas cosas que contar y un estilo propio. Producto de ello es uno de sus filmes más personales, aunque también más desconocidos por el gran público: el drama The Rain People, que en 1969 le haría ganar la Concha de Oro en el Festival de San Sebastián.
En 1969 funda su propia compañía productora, American Zoetrope, de la que era presidente ejecutivo y George Lucas vicepresidente. Cerraba así una prometedora primera década.

### Años 1970
En 1971, Coppola ganó un Óscar al mejor guion original junto con Edmund H. Northon por el filme Patton. Su participación en este prestigioso y exitoso título era solo el preludio de su década dorada, en la que se convertiría, progresivamente, en el director más influyente del mundo, el más exitoso, y en un productor poderoso y de gran ambición.
El Padrino (Parte I y II)
Durante 1971 y 1972 se vio embarcado en el proyecto que le cambiaría la vida. Reacio en un principio a encargarse de la adaptación de la novela homónima publicada poco tiempo atrás y escrita por Mario Puzo, Coppola vería cómo su vida cambiaba una vez que el infernal rodaje, de tan solo 52 días, terminaba y veía a su película convertirse en la más taquillera de todos los tiempos y en ganadora de tres premios Óscar principales, y así mismo en un creador capaz de llevar a cabo los más ambiciosos proyectos imaginables.
Con el estudio disconforme con el reparto (especialmente por la presencia en él de la estrella Marlon Brando y del debutante Al Pacino), Coppola tuvo que pelear enconadamente con los ejecutivos de Paramount para que le respetasen sus decisiones y para no ser sustituido a la semana de rodaje por un director más violento, pues creían que él no sería capaz de dotar al filme de la intensidad con la que esperaban atraer a millones de espectadores a las salas. Coppola les demostró, con la secuencia de la ejecución del gánster Sollozo y de su guardaespaldas, el capitán McCluskey, a cargo de Michael Corleone, que tanto Pacino como él mismo eran los idóneos para protagonizar y dirigir la película, respectivamente. Al mismo tiempo, Marlon Brando, en su admirada creación del Don, demostraba, una vez más, su talento para la caracterización extrema, que a partir de ese momento fue el paradigma del mafioso, que muchos de ellos intentarían imitar en su vida profesional.
Coppola, que reescribió la adaptación mano a mano con Puzo, en un principio se tomó el proyecto como un encargo profesional, pero poco a poco fue impregnando la historia con su propia experiencia ítalo-americana, dotando a la historia de una verosimilitud y una credibilidad pocas veces vista en esta clase de relatos negros. La soberbia fotografía del purista Gordon Willis y el diseño de producción del a partir de entonces habitual para Coppola, el director artístico Dean Tavoularis, terminaron por darle al primer filme de El padrino esa aura de clasicismo inolvidable que durante más de cuarenta años sigue enamorando a los cinéfilos.
Pero la ambición y el talento de Coppola no conocían límites en aquel entonces, y decidido convertirse en el más grande, estrenando otras dos importantes películas en 1974. Dos años después del estreno de El padrino, se convirtió en multimillonario. Más tarde filmó La conversación y la segunda parte de la historia de Michael Corleone en El padrino II.
En la plenitud de su éxito y de su confianza en sí mismo, ganó seis premios de la academia de Hollywood por El padrino, parte II (convirtiéndose en la primera secuela que se alzaba con el Óscar a la mejor película), y en mayo la Palma de oro por La conversación. Esta cinta, protagonizada por Gene Hackman en uno de sus más aclamados trabajos, era un sorprendente estudio del sonido dirigido por Walter Murch, por el que ganaría el Óscar al mejor montaje de sonido (no en vano Hackman encarna a un profesional de las escuchas telefónicas), para un relato sombrío y lento, de gran densidad psicológica, basada en los silencios y en la reflexión más que en una dinámica más habitual en el género de la intriga. Considerada por muchos una de las obras magnas de su realizador, La conversación ha envejecido tan bien como los dos primeros padrinos.

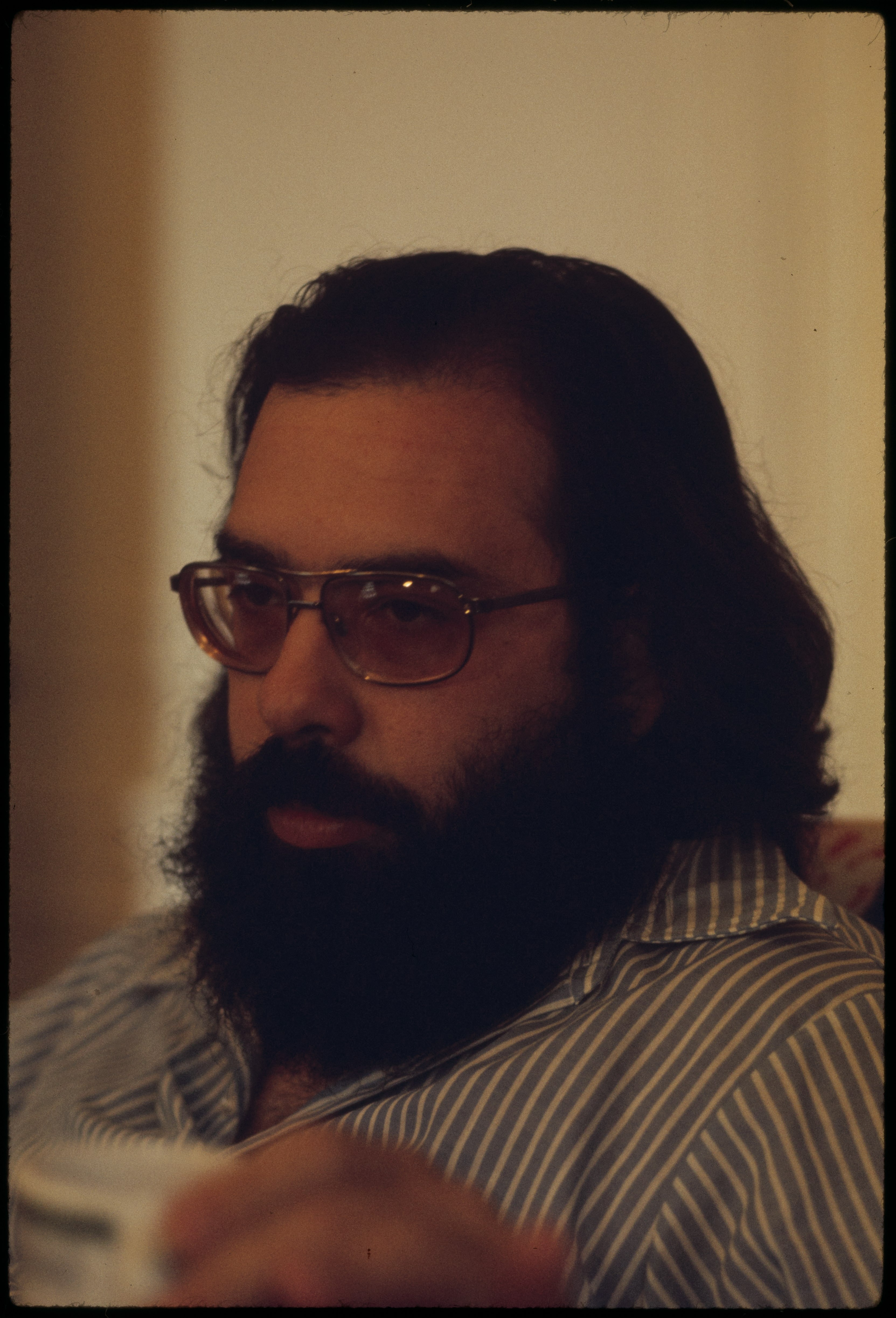
Coppola en 1973

Por su parte, El padrino, parte II, con un presupuesto que doblaba el de su predecesora, lograba la gran hazaña de superar a un título mítico. Adentrándose en la tragedia (de raíz shakesperiana y homérica) de Michael Corleone, con la presencia, una vez más, de John Cazale, Robert Duvall, Talia Shire, Diane Keaton, y las incorporaciones de otros gigantes de su oficio como Lee Strasberg, Robert De Niro o Michael V. Gazzo; El padrino, parte II se estructura en dos líneas temporales que se intercalan magistralmente. Por una parte, narra cómo Vito Corleone huye de Sicilia a Norteamérica y se convierte en un rey de la mafia de Nueva York. Por otro, retrata la lucha de Michael Corleone por proteger a su familia de los poderosos adversarios que acosan a los Corleone. Coppola consiguió sus tercer, cuarto y quinto Óscar aquel año.
Endiosado, encumbrado y rico, Coppola aún tuvo tiempo para escribir la adaptación de 1974 de El gran Gatsby y para producirle a su amigo George Lucas su segunda película, el gran éxito y mito generacional American Graffiti. Pero Coppola aún no había superado a su gurú, Orson Welles, y estaba dispuesto a intentarlo con la adaptación de Heart of Darkness, la famosa novela de Joseph Conrad.
Heart of Darkness (Apocalypse Now)
La primera película del joven Orson Welles pudo haber sido la adaptación de la famosa novela de Joseph Conrad El corazón de las tinieblas, pero ese proyecto fue abandonado por su elevado costo. Casi cuarenta años después, no existía mayor aliciente para Coppola (como luego lo fue el proyecto de Drácula) que realizar el proyecto que su gran mito en el cine no había podido hacer.
Inicialmente, Coppola quería ofrecer la película, que él había coescrito con John Milius, a su gran amigo George Lucas. Dándose cuenta de que él mismo era el único con la ambición para llevarla a buen puerto, comenzó el rodaje el 1 de marzo de 1976, sin saber que hasta el 21 de mayo de 1977 no daría el último «corten» y hasta 1979 no la estrenaría, con el título Apocalypse Now.

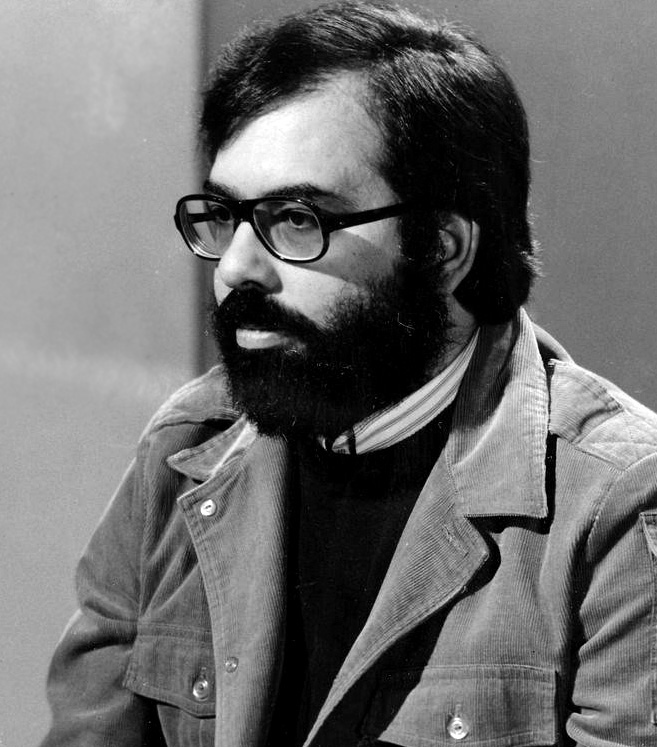
Coppola en 1976

La cinta únicamente toma como referencia del relato original a sus dos principales personajes, a un ambiente de salvajismo primigenio y al viaje psicológico y espiritual que Willard emprende en pos de Kurtz. Pero, una vez más, Coppola demostró su talento para extraer de un texto materiales insospechados cuando dotó a su filme de una épica militarista y densamente onírica. Pero casi desde el principio la desgracia se alió con el rodaje, y las tragedias y los desastres se sumaron uno tras otro. El protagonista Martin Sheen sufrió un infarto que a punto estuvo de acabar con su vida, aunque pudo regresar en sorprendente buena forma al rodaje. Un huracán destruyó gran parte de los decorados. Marlon Brando mortificó a Coppola con exigencias excesivas de dinero y planes de rodaje a su gusto. El presupuesto del filme se disparó rápidamente. El gobierno de Filipinas se llevaba los helicópteros que Coppola utilizaba para las escenas de batalla sin previo aviso, pues estaban en guerra.
Pero Coppola supo mantenerse a flote y, en la cuerda floja, utilizó la pesadillesca experiencia para aportar al rodaje un tono y una tensión nunca antes experimentados en una sala de cine. Con un tratamiento del sonido, obra de Walter Murch, y una fotografía, obra de Vittorio Storaro, en verdad memorables, Coppola firmaba una de las obras de arte más importantes de las postrimerías del siglo XX. Endeudado y casi enloquecido por el rodaje, pudo recuperar lo invertido gracias a la fama y la taquilla que inmediatamente acompañaron a su estreno. No en vano en el Festival de Cannes, aún sin terminar el montaje, fue presentada y ganó la Palma de oro. Es célebre la rueda de prensa en la que Coppola dijo la famosa frase: «Mi película no trata sobre Vietnam. Mi película es Vietnam».
Muchos años después de aquella película, en 1991, vería la luz el excelente documental en torno al rodaje y a la locura de aquella mítica película, Heart of Darkness, en la que los «supervivientes», especialmente Eleanor Coppola, hablan de sus experiencias en la jungla filipina.

### Años 1980
Después de una década febril y esplendorosa, Coppola vería cómo sus sueños, uno a uno, especialmente el de mantener un estudio en San Francisco (los Zoetrope), ajeno a la industria de Hollywood, le llevaba a la bancarrota, con los bancos reclamándole miles de millones de dólares y la entrega de su casa y su patrimonio, y con la obligación de regresar a la realización de proyectos de encargo, después de acariciar la posibilidad de no tener que volver a hacerlo.
One from the Heart
En 1982 y convencido de que nada podía pararle, dirige el musical, creado a la vieja usanza, One from the Heart, que con un coste superior a los veinte millones de dólares, y una taquilla cercana a la décima parte de esa cifra, supondría su gran desastre como productor y dueño de unos estudios que de la noche a la mañana se verían desmantelados. Obra de gran mérito pero lastrada por encajarse en una época en la que a nadie le interesaban títulos musicales de este estilo, One from the Heart supone el «Titanic» personal de Coppola y la razón de su periplo vital por los años ochenta.
Hammett
En 1982 termina el filme que le había encargado a Wim Wenders, Hammett, del que se calcula es el 30 % de la película. Wenders realizó un cortometraje titulado Reverse Angle, en el que documentó sus disputas con Coppola durante el rodaje de Hammett.
The Outsiders y Rumble Fish
Coppola realiza al año siguiente dos filmes y al siguiente, 1984, otro más, una superproducción de encargo. Los dos primeros, The Outsiders y Rumble Fish, se hallan entre sus obras más personales, arriesgadas y mejores. Ambos significan el descubrimiento de una cantera de actores, (Tom Cruise, C. Thomas Howell, Matt Dillon, Ralph Macchio, Patrick Swayze, Rob Lowe, Emilio Estévez, Diane Lane, su sobrino Nicolas Cage, Chris Penn y Mickey Rourke) que triunfará en el cine estadounidense de las siguientes décadas y ambas son relatos de jóvenes rebeldes que viven la vida a su manera, con ideas románticas y desesperadas. De especial relevancia es la segunda de ellas, inspirada en Sed de mal en su tratamiento del blanco y negro y con el tema recurrente del paso del tiempo (esencial en la obra del cineasta).
Cotton Club
Pero el fracaso de ambas películas lo obliga a aceptar el encargo de dirigir la ambiciosa The Cotton Club cuando esta llevaba una semana de rodaje, convencido por el productor de El padrino, Robert Evans. Protagonizada por la estrella Richard Gere, Coppola logró colocar a su musa, la jovencísima Diane Lane, como compañera del protagonista. Coppola dirigió esta mezcla de musical y película de gánsters con destreza y buen gusto, y la crítica alabó el esfuerzo aunque parte de ella la recibió con tibieza y el público le dio la espalda. Su gran costo, superior incluso al de One from the Heart, y sus escasos resultados en la taquilla, terminaron por otorgar a Coppola una fama de derrochador y de director maldito. Su carrera parecía así herida de muerte.
Peggy Sue se casó (Peggy Sue Got Married)
En 1986 accedió a realizar un encargo más pequeño aunque muy personal, la exitosa Peggy Sue Got Married, en la que reincidía en su estudio, aquí atemperado, del paso del tiempo y en una visión romántica e ingenua de la narración audiovisual. Ese año, sin embargo, le golpeaba cruelmente la muerte de su primogénito Gio Coppola, en un accidente de moto acuática, mientras rodaba su filme Jardines de piedra. Al año siguiente filmó un episodio televisivo, «Rip Van Winckle», parte de la serie llamada Faerie Tale Theatre.
Jardines de piedra (Gardens of Stone)
Otro encargo al año siguiente, de nuevo con James Caan de protagonista, que significó el regreso del actor a una película de cierto prestigio. Pero esta historia de veteranos de Vietnam que entrenan reclutas para la guardia nacional pasó bastante desapercibida en su momento, y aunque no está exenta de interés, se trata sin duda de una de sus obras menos importantes. Como detalle personal, durante el rodaje de la película, el hijo de Francis Coppola murió en un accidente de moto acuática.
Tucker
Intentando sobreponerse al desastre de su vida familiar y profesional, seguiría trabajando, aun con muchas dificultades. Lucas, devolviéndole el favor de American Graffiti y ahora que él era rico y su amigo Coppola era un hombre arruinado, accedió a producirle la muy personal y emotiva Tucker, protagonizada por Jeff Bridges y que se convirtió en una de las películas más emblemáticas de su autor, quien a través de un visionario del mundo del automóvil conseguía contar su propia historia de éxitos y fracasos. Esta fue la primera película en varios años en la que Coppola firmaba como Francis Ford, y no como Francis Coppola a secas, según algunos dando a entender que los filmes en los que firmaba de esta segunda forma no eran más que meros filmes de encargo.
Tucker representa un explícito alter ego del propio Coppola, tal como lo es Michael Corleone y, de un modo más perturbador, el Willard de Apocalypse Now. El visionario diseñador y constructor de coches revolucionarios viene a contar la propia historia de Coppola, pues ambos se enfrentan a las grandes compañías para intentar construir sus propios sueños.
Life without Zoe
Al año siguiente, y dando por finalizada su terrible década, participó en el filme coral, junto con sus amigos Woody Allen y Martin Scorsese, New York Stories, para el que dirigió el segmento Life without Zoe, que la crítica no dudó en calificar como el peor de los tres.

### Años 1990
El padrino III
Decidido a salir de una vez por todas de su monstruosa crisis económica, Coppola accedió finalmente a realizar un filme más sobre la familia Corleone a cambio de un sueldo astronómico y de una tasa fija de intereses. Así, en 1990 se estrenó la conclusión de su colosal trilogía sobre Michael Corleone, con El padrino III. Alejada de la épica y la energía de sus predecesoras, esta «coda», como a él mismo le gusta llamarla, es un relato crepuscular que no fue del agrado de muchos que esperaban una nueva aventura grandiosa de un todopoderoso Michael venciendo una vez más a sus enemigos. La cinta no tuvo los mismos resultados a nivel crítico que sus antecesoras, pese a un bastante aceptable éxito en la taquilla, que permitió a Coppola cuadrar sus cuentas bancarias. En esta ocasión, Michael es un anciano incapaz de sostener una lucha titánica y siniestra con el Vaticano, y ha de claudicar en favor del hijo bastardo de su hermano Sonny, Vincent (interpretado por Andy García, que resultó nominado al Óscar), para garantizar la supervivencia de su familia.
En un principio el papel de la hija de Michael iba a estar interpretado por la actriz Winona Ryder, quien abandonó a pocas semanas de comenzar el rodaje, lo que obligó a Coppola a conceder el importante personaje de Mary a su propia hija, Sofia Coppola, quien recibió un auténtico varapalo de los críticos por esta interpretación. La película obtuvo siete nominaciones a los Premio Óscar y ni un solo premio, en favor de otra película, Dances with Wolves, de Kevin Costner.
Drácula
Enseguida comenzó los trabajos para una adaptación de Drácula que él no escribió. Es sabido que Orson Welles siempre quiso adaptarla y por eso, entre otras razones, Coppola se esforzó tanto en ella. Con un reparto destacado (Gary Oldman, Winona Ryder, Anthony Hopkins, Keanu Reeves) y una gran producción (aunque no demasiado grande para Hollywood), Coppola emprendió una aventura en la que intentó recuperar el aroma del cine primigenio hecho con maquetas, sombras y efectos rudimentarios.
Aprovechó así la cercanía del centenario del cine y la casi coincidencia de la publicación de la novela y la invención del cine, para homenajear (véase la secuencia del cinematógrafo) con un tratamiento cercano, salvando las distancias, a lo que hubieran hecho con ese material los maestros del cine mudo y primeros años del sonoro, filmando con una cámara Pathé y su mecanismo de manivela.
Siendo la más fiel de las adaptaciones de la famosa novela, es también un ejemplo de infidelidad literaria por la relación amorosa entre el conde y Mina, no presente en la novela, pero que en ningún momento deslegitima la adaptación, sino que la enriquece con un nuevo punto de vista que da fuerza a la decisión del conde, no explicada en la novela, de viajar a Inglaterra, que perfectamente podría haber estado incluida en el relato original. Algunos personajes, como Lucy Westenra, que a menudo en las adaptaciones cinematográficas era fusionado con el de Mina, eran aquí tratados con especial detalle. Otros que casi nunca han aparecido en las películas sobre el conde, como el doctor Seward, el tejano Quincy Morris o el aristócrata Arthur Holmwood, eran así mismo dotados de una presencia mucho mayor y más interesante.
Son muy elocuentes ciertos atuendos y apliques de Drácula, como un kimono rojo de larga cola y una peluca kabuki. En la película, Coppola quiso que el vestuario diseñado por Eiko Ishioka fuera el decorado, que marcara visualmente la cinta. Una de las tres novias de Drácula está interpretada por Monica Bellucci y la formidable banda sonora es obra del autor polaco Wojciech Kilar. La película contiene referencias al cine de Pabst, Murnau, Jean Cocteau y Abel Gance, y múltiples efectos visuales de fácil concepción (realizados con rudimentarios instrumentos), pero difícil ejecución: sombras con vida propia, ilusiones teatrales, marionetas, maquetas pintadas en cristal, paredes que se mueven, escenas marcha atrás y continuos desafíos a las leyes de la física, con el fin de dotar al relato de una extraordinaria atmósfera irreal; todo ello realizado por el director de fotografía Michael Ballhaus en colaboración con el hijo de Coppola (Roman Coppola, director de efectos visuales y ayudante de dirección) y Gary Gutiérrez, supervisor de efectos visuales.
A pesar de la citada controversia sobre la fidelidad/infidelidad al libro y sobre el tratamiento visual de la obra, tan alejada de todo lo conocido anteriormente, y en especial alejada de la típica imagen del vampiro creada por Béla Lugosi o Christopher Lee, Drácula, de Bram Stoker fue uno de los mayores éxitos económicos de Coppola, con cuyos beneficios se compró el castillo de Inglenook y un extenso territorio dedicado a los viñedos, y logró tres premios Óscar: vestuario, maquillaje y efectos sonoros.
Jack
Recuperado por fin de su crisis económica y vital, el siguiente proyecto de Coppola sería Jack, protagonizada por Robin Williams y que narra la vida de un niño que envejece cuatro veces más rápido de lo normal, por lo que tiene 10 años de edad, en un cuerpo de un hombre de 40 años. Jack Powell persuade a sus padres (Diane Lane y Brian Kerwin) de que lo dejen ir a la escuela por recomendación de su tutor, el Sr. Woodruff (Bill Cosby). El resto de la película trata con los fracasos y éxitos como estudiante en la escuela primaria hasta el final de sus días en la secundaria. Jack también tenía a Jennifer Lopez, Fran Drescher y Michael McKean como personajes secundarios. A pesar de ser un éxito moderado en las taquillas, la película fue rechazada por los críticos, quienes no estaban a gusto con el abrupto contraste entre la comedia y el melodrama. También fue comparada infavorablemente con Big, protagonizada por Tom Hanks, cuyo rol protagónico era similar al de Williams. La mayoría de los críticos sintió que el guion estaba pésimamente escrito, no era gracioso y que el material dramático era inverosímil e inconvincente. Otros críticos sintieron que Coppola era demasiado bueno para realizar este tipo de películas. A pesar de ser ridiculizado por el filme, Coppola lo ha defendido, declarando que no está avergonzado de haberlo realizado. Coppola había tenido una amistad con Williams por muchos años y siempre había querido hacer una película con él como actor. Cuando Williams leyó el libreto de Jack, dijo que lo aceptaría solo si Coppola aceptaba ser el director de la película.
The Rainmaker
Al año siguiente y firmando el guion por primera vez en siete años, filmó uno de sus filmes más emotivos con la adaptación de John Grisham The Rainmaker (conocido en castellano como Legitima defensa, o El poder de la Justicia), protagonizada por Matt Damon, Claire Danes, Danny DeVito, Danny Glover y Jon Voight. Un drama judicial sobrio y emotivo con el que Coppola cierra los noventa.

### SigloXXI
Apocalypse Now Redux

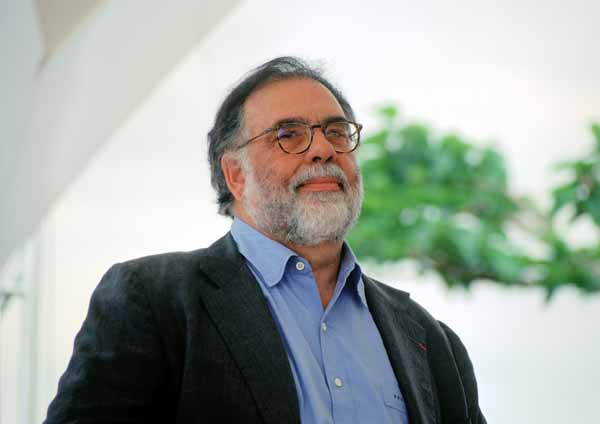
Coppola en el Festival de Cine de Cannes de 2001.

En 2001 presentó en el Festival de Cine de Cannes un nuevo montaje de su Apocalypse Now, llevado a cabo con sus colaboradores Vittorio Storaro y Walter Murch, y al que tituló Apocalypse Now Redux, en la que añadió cerca de media hora de metraje inédito y que en su momento no le agradó. La nueva película entusiasmó a un sector de la crítica, que consideró este montaje incluso superior al primero. Otros sectores fueron más fríos con esta propuesta.
Youth Without Youth
Después de casi diez años sin estrenar una nueva película, Coppola volvió en 2007 con el melodrama Youth Without Youth, protagonizado por Tim Roth, Alexandra Maria Lara y Bruno Ganz, entre otros. Un filme de bajo presupuesto y rodado en Rumania con equipo europeo con el que Coppola se reinventa artísticamente después de diez años inactivo.
Tetro
En 2008 preparó en Argentina un nuevo filme, Tetro, relatando la inmigración italiana que pobló Buenos Aires en los inicios del siglo XX, hablada en inglés, con la anunciada participación de Vincent Gallo, Maribel Verdú, Alden Ehrenreich, Klaus Maria Brandauer, Carmen Maura, Rodrigo De la Serna, Leticia Brédice, Mike Amigorena, Sofía Gala, Érica Rivas, Silvia Pérez, Norma Pons y Adriana Mastrángelo.
Megalopolis
En abril de 2019, Coppola anunció su regreso a la dirección con la superproducción de ciencia ficción Megalopolis, su proyecto más ambicioso en décadas, prometiendo superar a Apocalypse Now, con la cual llevaba varios años trabajando y para la que ya estaba buscando actores protagonistas. Confirmó a su vez que el guion ya estaba escrito y que planeaba empezar a rodar en 2019.
Reedición de montaje de El padrino 3
El 3 de septiembre de 2020, Coppola anunció que estrenaría una nueva versión de El padrino III con un final distinto. La previsión sería estrenar el nuevo montaje para diciembre de ese año.

## Trabajo como productor

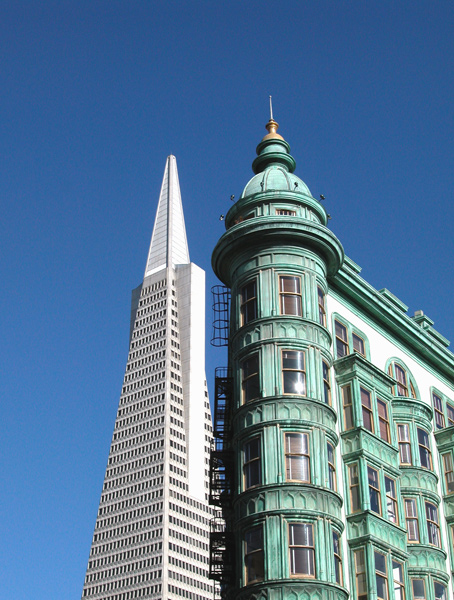
Edificio de Zoetrope-Transamerica, en San Francisco.

Prácticamente desde sus inicios como cineasta, Francis Ford Coppola ha desarrollado una encomiable y a veces fascinante carrera como productor, no solo de sus propias películas o las de sus hijos y amigos, sino de proyectos muy dispares a los que ha prestado su apoyo para que pudieran hacerse realidad.
Participó en las dos primeras películas de su amigo íntimo George Lucas, THX-1138 y American Graffiti, asumiendo parte de las pérdidas de la primera y financiando la propia distribución de la segunda cuando esta no encontraba distribuidores (luego sería un grandioso éxito económico). A continuación se aseguró de que el proyecto de Black Stallion, y su secuela, llegaran a hacerse. Asimismo, una de las películas más emblemáticas de Akira Kurosawa, Kagemusha, existe gracias a su intervención como productor.
Contrastando con su progresiva pérdida de poder y control de sus películas como director, su labor como productor se ha ido afianzando a lo largo de las décadas, hasta unos productivos, prolíficos y exitosos años 90 en los que ha sabido compaginar proyectos ambiciosos como Kinsey, El buen pastor, Sleepy Hollow, Mary Shelley's Frankenstein, y otros como Jeepers Creepers y Don Juan de Marco.

## Otros trabajos

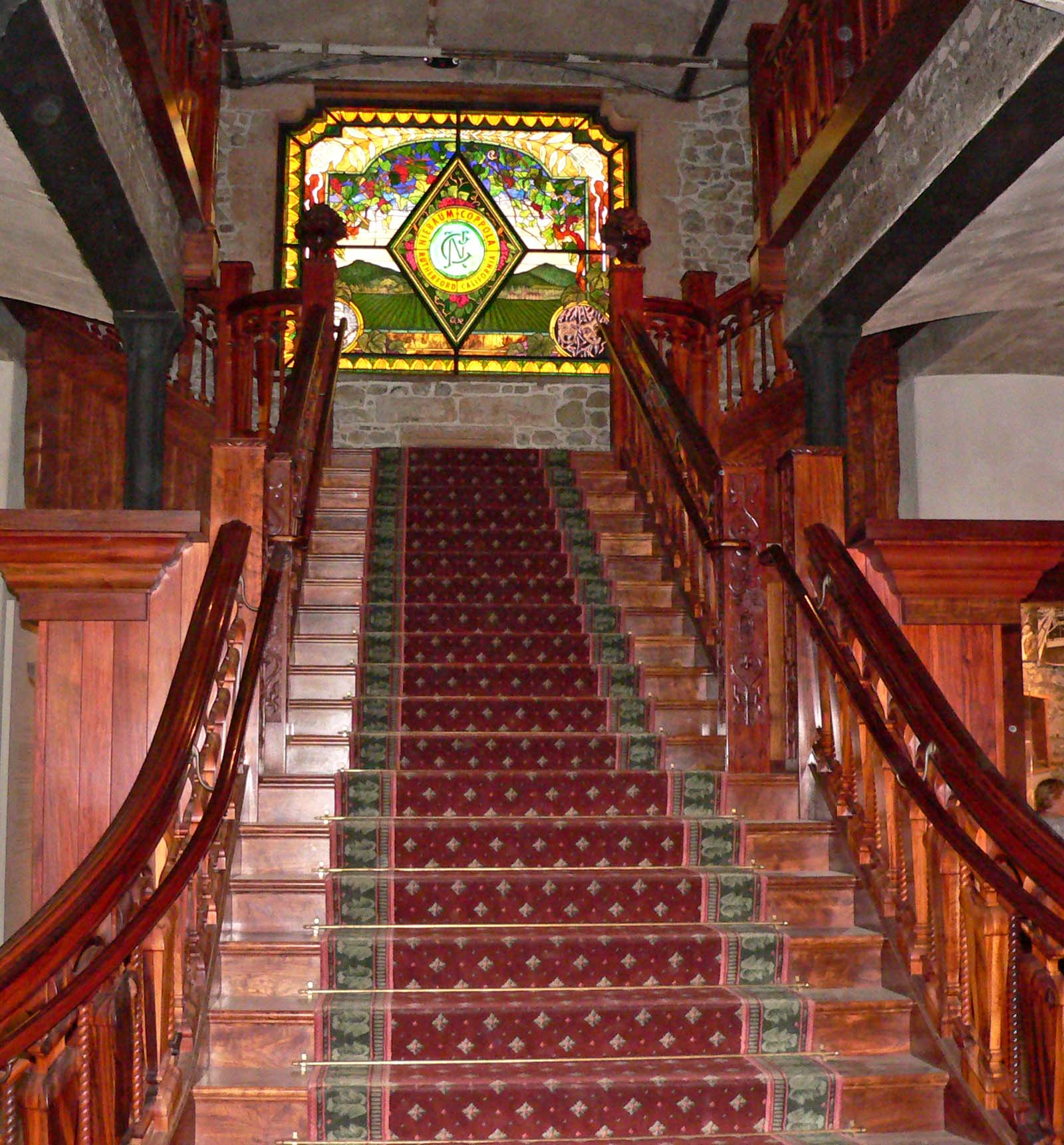
Escalera en la bodega de Coppola.

- Vinos. En recientes años, se ha dedicado también a otros negocios, como la elaboración de vinos en el Valle de Napa de California, con su bodega Niebaum-Coppola.
- Pasta y salsa. También produce una línea de especial de pastas y salsas: Mammarella.
- Hoteles. Ha abierto hoteles en Guatemala, Belice y en Buenos Aires, en el barrio de Palermo.
- Revista. En 1997, Coppola fundó Zoetrope All-Story, una revista literaria que publica historias cortas. La revista ha publicado relatos de ficción de T. C. Boyle y Amy Bloom, y ensayos de David Mamet, Steven Spielberg y Salman Rushdie. Desde su fundación, la revista ha crecido en reputación para llegar a ser una de las más importantes especializadas en la ficción literaria. Coppola sirve como editor, fundador y publicista de todo tipo de historias.[35]

## Familia
Sus hijos lo han seguido en su carrera cinematográfica. Sofia Coppola, pese a las malas críticas iniciales cosechadas por su interpretación en El padrino III, ha alcanzado una gran reputación como directora y guionista con los filmes Las vírgenes suicidas, Lost in Translation y María Antonieta. Su otro hijo, Roman Coppola, es el autor, entre otros trabajos, del sobresaliente CQ. Además de sus hijos, se destacan su hermana Talia Shire, actriz de la saga de Rocky y de El padrino, su padre, Carmine Coppola, quien fue un renombrado compositor y músico y escribió las melodías de muchos de sus filmes; y sus sobrinos Nicolas Cage, famoso actor de grandes producciones hollywoodienses, y Jason Schwartzman (hijo de Talia), también actor, pero que ha basado su carrera mayormente en el cine independiente.

## Filmografía
| Año  | Título                        | Director | Guionista | Productor | Otros roles         | Notas |
| ---- | ----------------------------- | -------- | --------- | --------- | ------------------- | --- |
| 1962 | Tonight for Sure              |          |           |           |                     | Primera película |
| 1962 | The Bellboy and the Playgirls |          |           |           |                     | |
| 1963 | Dementia 13                   |          |           |           |                     | Primer largometraje |
| 1963 | The Terror                    |          |           |           |                     | |
| 1966 | You're a Big Boy Now          |          |           |           |                     | Nominada-Palma de Oro Nominada-Globo de Oro a la mejor película - Comedia o musical Nominada-Mejor Guion original - Comedia |
| 1968 | Finian's Rainbow              |          |           |           |                     | Nominada-Globo de Oro a la mejor película - Comedia o musical |
| 1969 | The Rain People               |          |           |           |                     | Concha de Oro en el Festival Internacional de Cine de San Sebastián |
| 1970 | Patton                        |          |           |           |                     | Óscar al mejor guion original |
| 1971 | THX 1138                      |          |           |           |                     | |
| 1972 | El padrino                    |          |           |           |                     | Óscar a la mejor película Óscar al mejor guion adaptado David de Donatello a la mejor película extranjera Premio del Sindicato de Directores a la mejor dirección Globo de Oro a la mejor película dramática Globo de Oro al mejor director Globo de oro al mejor guion Premios WGA al mejor guion adaptado Nominado-Óscar al mejor director |
| 1973 | American Graffiti             |          |           |           |                     | Nominada-Óscar a la mejor película Globo de Oro a la mejor película - Comedia o musical |
| 1974 | La conversación               |          |           |           |                     | Palma de Oro Premio del Jurado Ecuménico del Festival de Cannes- Mención especial Nominada-Óscar al mejor guion original Nominada-BAFTA al mejor director Nominada-BAFTA al mejor guion original Nominada-Premio del Sindicato de Directores al mejor guion de un largometraje Nominada-Globo de Oro a la mejor película dramática Nominada-Globo de Oro al mejor director Nominada-Globo de Oro al mejor guion Nominada-Premios WGA al mejor drama adaptado Nominada-Óscar a la mejor película |
| 1974 | El padrino II                 |          |           |           |                     | Óscar a la mejor película Óscar al mejor director Óscar al mejor guion adaptado Premios del Sindicato de Directores a la mejor dirección de un largometraje Premios WGA al mejor drama adaptado Nominada-Globo de Oro a la mejor película dramática Nominada-Globo de Oro al mejor director Nominada-Globo de Oro al mejor guion |
| 1979 | Apocalypse Now                |          |           |           | Música              | Palma de Oro Globo de Oro al mejor director BAFTA al mejor director David de Donatello a la mejor película extranjera Nominada-Óscar a la mejor película Nominada-Óscar al mejor director Nominada-Óscar al mejor guion adaptado Nominada-BAFTA a la mejor película Nominada-Premio a la mejor película extranjera del Gran Festival de Cine Brasileño (2002) Nominada-César a la mejor película extranjera Nominada-Premios del Sindicato de Directores a la mejor dirección de un largometraje Nominada-Globo de Oro a la mejor película dramática Nominada-Premios Grammy a la mejor banda sonora Nominada-Premios WGA al mejor drama adaptado |
| 1982 | One from the Heart            |          |           |           |                     | |
| 1983 | The Outsiders                 |          |           |           |                     | Nominada-San Jorge de Oro del Festival Internacional de Cine de Moscú Nominada-Premios Young Artist a la mejor película |
| 1983 | La ley de la calle            |          |           |           |                     | Concha de Oro del Festival Internacional de Cine de San Sebastián |
| 1984 | Cotton Club                   |          |           |           |                     | Nominada-Globo de Oro al mejor director Nominada-Globo de Oro a la mejor película dramática |
| 1986 | Peggy Sue Got Married         |          |           |           |                     | Nominada-Globo de Oro a la mejor película - Comedia o musical Nominada-Saturn a la mejor película de ciencia ficción |
| 1987 | Gardens of Stone              |          |           |           |                     | Nominada-San Jorge de Oro del Festival Internacional de Cine de Moscú |
| 1988 | Tucker: The Man and his Dream |          |           |           |                     | |
| 1989 | Historias de Nueva York       |          |           |           |                     | |
| 1990 | El padrino III                |          |           |           |                     | Premio Fotograma de Plata a la mejor película extranjera Nominada-Óscar a la mejor película Nominada-Óscar al mejor director Nominada-Premios del Sindicato de Directores a la mejor dirección Nominada-Globo de Oro a la mejor película dramática Nominada-Globo de Oro al mejor director Nominada-Globo de Oro al mejor guion |
| 1992 | Drácula, de Bram Stoker       |          |           |           |                     | Saturn a la mejor dirección Saturn a la mejor película de terror Premio Fotograma de Plata a la mejor película extranjera Nominada-Premio Hugo a la mejor representación dramática |
| 1993 | The Junky's Christmas         |          |           |           |                     | Cortometraje |
| 1994 | Frankenstein de Mary Shelley  |          |           |           |                     | Nominada-Saturn a la mejor película de terror |
| 1995 | Tecumseh: The Last Warrior    |          |           |           | Productor ejecutivo | |
| 1996 | Jack                          |          |           |           |                     | Nominada-Premios Young Artist a la mejor película - Comedia o musical |
| 1997 | The Rainmaker                 |          |           |           |                     | |
| 1997 | Survival on the Mountain      |          |           |           | Productor ejecutivo | |
| 1999 | Las vírgenes suicidas         |          |           |           |                     | |
| 1999 | Sleepy Hollow                 |          |           |           |                     | |
| 1999 | Goosed                        |          |           |           | Productor ejecutivo | |
| 2000 | Dr. Jekyll and Mr. Hyde       |          |           |           | Productor ejecutivo | |
| 2001 | CQ                            |          |           |           |                     | |
| 2006 | Marie Antoinette              |          |           |           |                     | |
| 2007 | Youth Without Youth           |          |           |           |                     | |
| 2009 | Tetro                         |          |           |           |                     | |
| 2010 | Somewhere                     |          |           |           |                     | |
| 2011 | On the Road                   |          |           |           | Productor ejecutivo | |
| 2011 | Twixt                         |          |           |           |                     | |
| 2024 | Megalopolis                   |          |           |           |                     | |

## Premios y reconocimientos
Premios Óscar
| Año  | Categoría                            | Trabajo nominado                     | Resultado |
| ---- | ------------------------------------ | ------------------------------------ | --------- |
| 1970 | Mejor guion original                 | Patton                               | Ganador   |
| 1972 | Mejor director                       | El padrino                           | Nominado  |
| 1972 | Mejor guion adaptado                 | El padrino                           | Ganador   |
| 1973 | Mejor película                       | American Graffiti                    | Nominado  |
| 1975 | Mejor película                       | El padrino II                        | Ganador   |
| 1975 | Mejor director                       | El padrino II                        | Ganador   |
| 1975 | Mejor guion adaptado                 | El padrino II                        | Ganador   |
| 1975 | Mejor película                       | La conversación                      | Nominado  |
| 1975 | Mejor guion original                 | La conversación                      | Nominado  |
| 1980 | Mejor película                       | Apocalypse Now                       | Nominado  |
| 1980 | Mejor director                       | Apocalypse Now                       | Nominado  |
| 1980 | Mejor guion adaptado                 | Apocalypse Now                       | Nominado  |
| 1991 | Mejor película                       | El padrino III                       | Nominado  |
| 1991 | Mejor director                       | El padrino III                       | Nominado  |
| 2011 | Premio en memoria de Irving Thalberg | Premio en memoria de Irving Thalberg | Ganador   |

Festival Internacional de Cine de Cannes
| Año  | Categoría    | Trabajo nominado | Resultado |
| ---- | ------------ | ---------------- | --------- |
| 1974 | Palma de Oro | La conversación  | Ganador   |
| 1979 | Palma de Oro | Apocalypse Now   | Ganador   |

Medallas del Círculo de Escritores Cinematográficos
| Año  | Categoría       | Resultado |
| ---- | --------------- | --------- |
| 1993 | Premio homenaje | Ganador   |

Festival Internacional de Cine de San Sebastián
| Año  | Categoría            | Película           | Resultado |
| ---- | -------------------- | ------------------ | --------- |
| 1984 | Premio de la Crítica | La ley de la calle | Ganador   |
| 2002 | Premio Donostia      | Premio Donostia    | Ganador   |

Premios Princesa de Asturias
| Año  | Categoría                         | Resultado |
| ---- | --------------------------------- | --------- |
| 2015 | Príncipe de Asturias de las Artes | Ganador   |

Festival Internacional de Cine de Venecia
| Año  | Categoría                    | Resultado |
| ---- | ---------------------------- | --------- |
| 1992 | León de Oro a la trayectoria | Ganador   |